# Колбановский, Виктор Николаевич
Ви́ктор Никола́евич Колбано́вский (2 (15) января 1902, Витебск, Витебская губерния, Российская империя — 13 октября 1970) — советский врач, психолог, редактор и философ

, ученик Ганнушкина и Россолимо.

## Биография
Родился в семье бухгалтера. Вскоре вместе с семьёй переехал в Ярославль, где учился в гимназии.
В 1917 году был призван в Красную Армию и вскоре был мобилизован на Гражданскую войну. Во время одного из сражений получил очень тяжёлую контузию головного мозга, от которой страдал всю жизнь.
После окончания Гражданской войны, в 1922 году поступил в 1-й Московский медицинский институт, который окончил в 1927 году. После окончания учёбы работал ординатором клиники нервных болезней и доцентом 1-го Московского медицинского института.
В 1929 году поступил в Институт красной профессуры, который окончил в 1932 году. После окончания института был избран директором московского Института психологии и занимал данную должность вплоть до 1937 года.
Статья Колбановского 1936 года «Так называемая психотехника», где психотехника обвинялась в «псевдонаучности», «невежестве», «органичной враждебности марксизму» и «мощном средстве капиталистической эксплуатации», прозвучала финальным аккордом в ликвидации этой отрасли психологии.
Скончался в 1970 году от неоперабельной опухоли мозга вследствие застарелой контузии. Похоронен на Донском кладбище.

## Личная жизнь
Виктор Колбановский был женат. Его сын Варлен Викторович Колбановский (1926—2014) — известный российский социолог и философ, кандидат философских наук, ведущий научный сотрудник ИС РАН